# 공량유
공량 유(公良孺, ? ~ ?)는 중국 춘추시대의 사상가 공자의 제자로, 자는 자정(子正)이며 진(陳)나라 사람이다. 《논어》에는 기록이 없으며, 《사기》·《공자가어》에 기록이 있다. 키가 크고 어질었으며, 또한 담력이 있었다.

## 행적
공숙씨(公叔氏)가 포(蒲) 땅에서 반란을 일으켰다.이때 공자는 포를 지나가고 있었는데, 포 사람들은 공자가 가는 길을 가로막았다. 이때 수레 다섯 대를 이끌고 공자를 수행하고 있었던 공량유는 공자에게 말하였다.
| “ | 저번에 저는 선생님을 따라 광(匡) 땅에 갔을 때에도 이같은 고난을 겪었습니다. 지금 다시 이런 곤욕을 치르고 있으니, 이는 천명인 듯합니다. 저는 선생님과 함께 다시 고난을 겪기보다는, 용감히 싸우다 죽겠습니다. | ” |

공량유가 격렬히 맞서니, 포 사람들은 공자로부터 위(衛)나라에 가지 않겠다는 약속을 받고 보내주었다. 그러나 공자는 약속을 어기고 위나라로 향하였고, 자공이 이를 물으니 이렇게 말하였다.
| “ | 강요로 맺어진 약속은 신이 받아들이지 않을 것이다. | ” |

## 출전
- 사마천, 《사기》 권47 공자세가·권67 중니제자열전
- 왕숙, 《공자가어》 권9 칠십이제자해